# Municipio de Johns River
El municipio de Johns River (en inglés: Johns River Township ) es un municipio ubicado en el  condado de Caldwell en el estado estadounidense de Carolina del Norte. En el año 2010 tenía una población de 1.387 habitantes.

## Geografía
El municipio de Johns River se encuentra ubicado en las coordenadas 35°55′53.47″N 81°40′45.37″O / 35.9315194, -81.6792694.